# Enizemum imitatum
Enizemum imitatum là một loài tò vò trong họ Ichneumonidae.